# Manfred Breuckmann
Manfred „Manni“ Breuckmann (* 11. Juni 1951 in Datteln) ist ein deutscher Hörfunkmoderator und Sportkommentator.

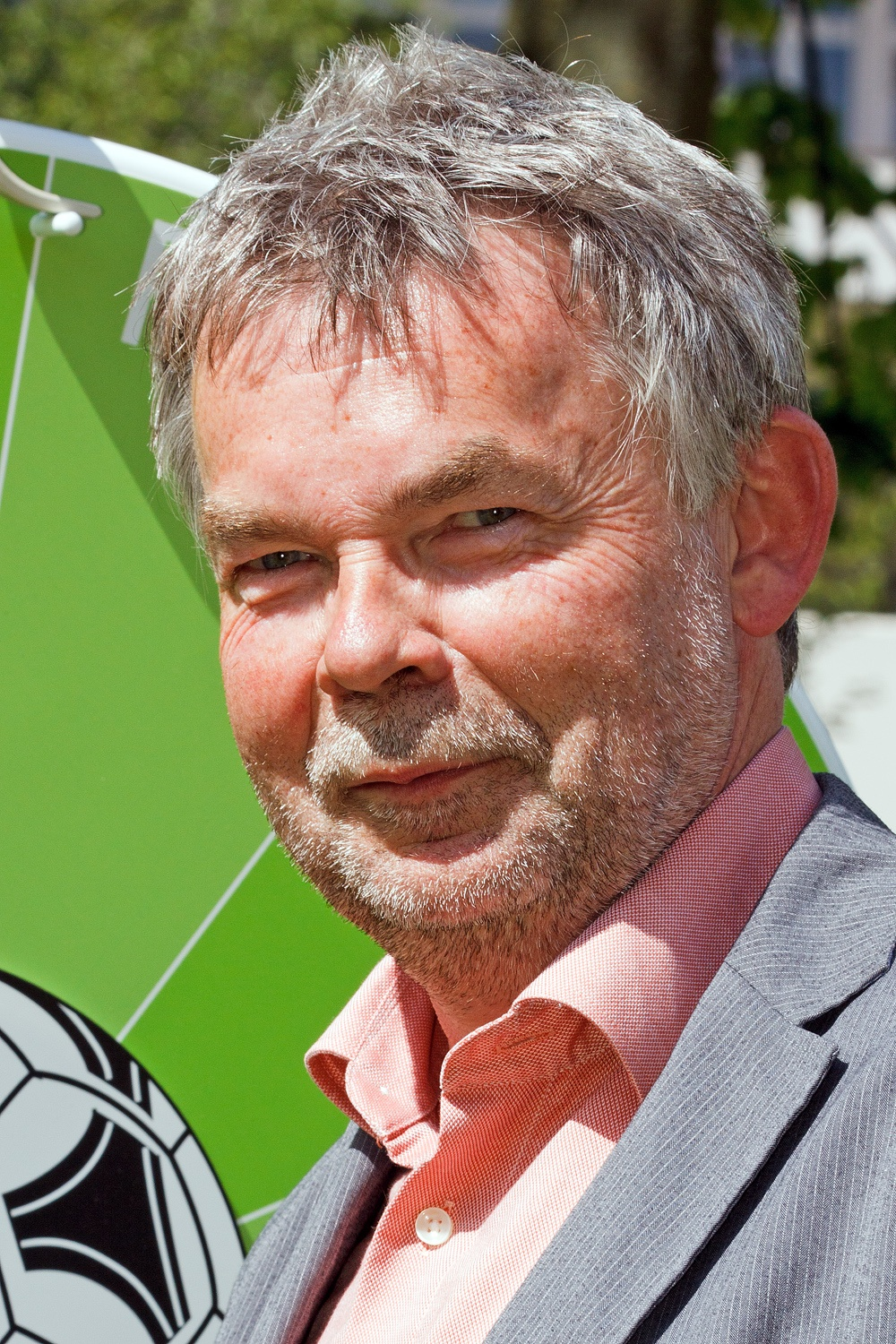
Manni Breuckmann auf dem City-Festival Hamm (2010)

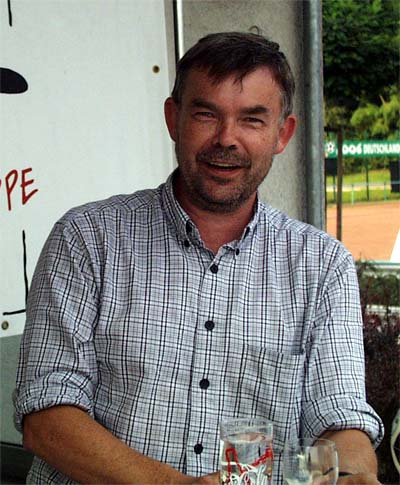
Auf einer Veranstaltung von Radio-Emscher-Lippe (2000)

## Leben

### Ausbildung und Karriere
Breuckmann machte im Jahr 1969 Abitur am Neusprachlichen Gymnasium für Jungen und Mädchen in Datteln. Danach studierte er zunächst von 1969 bis 1975 an den Universitäten Bochum und Marburg Rechtswissenschaften. Nach dem ersten juristischen Staatsexamen absolvierte er von 1975 bis 1978 den juristischen Vorbereitungsdienst, den er mit dem zweiten juristischen Staatsexamen abschloss. Schon während seines Studiums begann Breuckmann nebenbei im Radio Fußballspiele zu kommentieren und war nach seinem Abschluss drei Jahre lang als Beamter beim Presse- und Informationsamt der Bundesregierung tätig.
Seine erste Übertragung war im Jahr 1972 das Regionalligaspiel zwischen der SG Wattenscheid 09 und dem VfR Neuss. Seit 1982 war Manfred Breuckmann fest beim WDR angestellt und betreute dort 13 Jahre lang neben seiner großen Leidenschaft, dem Sport, auch die nordrhein-westfälische Landespolitik. Außerdem war er zeitweise als Gerichtsberichterstatter tätig. Bundesweit bekannt wurde er durch seine lebendigen Fußballreportagen aus dem Westen in der ARD-Bundesligakonferenz. Fußballfans ist Breuckmann auch aus der sonntäglichen Sendung Doppelpass auf Sport1 bekannt, wo er gelegentlich als Diskussionsteilnehmer zu Gast ist.
Im Hörfunkprogramm WDR 2 moderierte er die Sendungen Morgenmagazin, Westzeit und Mittagsmagazin sowie ab dem 1. März 2005 Zwischen Rhein und Weser, die als einzige Sendung aus dem WDR-Studio Dortmund gesendet wurde, das von Breuckmann als das Studio am Waldesrand getauft wurde, da es tatsächlich an einem Wäldchen liegt. Außerdem tippte er bis zum Ende der Saison 2008/2009 in der freitäglichen Rubrik „Manni gegen den Rest der Welt“ die Ergebnisse des kommenden Bundesligaspieltags gegen einen Hörer.
Gemeinsam mit Jürgen Hilger-Höltgen kommentierte Breuckmann jährlich den Düsseldorfer Rosenmontagszug. Im Jahr 2008 gab er während der Sendung seinen Rückzug vom Karneval bekannt. Außerdem veröffentlichte er 1988 den Kriminalroman Rote Karte für Pommes und 2006 seine Jugend-Biographie Mein Leben als jugendlicher Draufgänger. Im Jahr 2000 sang er einen Rocksong mit dem Titel I’m Your Radio. Zuletzt engagierte sich Manni Breuckmann als Botschafter für die Fußball-Weltmeisterschaft 2006 der Menschen mit Behinderung in Deutschland.

### Nach der Karriere
Im Dezember 2008 beendete er fürs Erste seine Radiokarriere, er ging in die Altersteilzeit. „Ich beschränke mich auf die Feststellung, dass das mehr ist als Rentner“, erklärte Breuckmann in der TV-Sendung Bettgeschichten. Der Westdeutschen Zeitung sagte er, besonders der Abschied von den Fußballreportagen falle ihm schwer, er habe aber so viele wichtige und bedeutende Spiele übertragen, da gäbe es kein Steigerungspotential mehr. Während der sog. Passivphase der Altersteilzeit durfte es für Breuckmann keine Reportage-Einsätze geben. WDR-2-Senderchefin Angelica Netz sagte, dass der Sender sich an gesetzliche Vorgaben halten müsse. Seinen letzten Einsatz für den WDR bei der Bundesligakonferenz hatte er am 13. Dezember 2008 beim Spiel VfL Bochum gegen den 1. FC Köln, seine letzte Moderation auf WDR 2 am 15. Dezember in der Sendung Zwischen Rhein und Weser. Vom 5. August 2011 bis 11. Mai 2013 kommentierte er für das Fußball-Radio 90elf Spiele aus dem Westen, insbesondere die Partien von Schalke 04 und Borussia Dortmund.
Zusammen mit seinem Kommentator-Kollegen Frank Buschmann arbeitete Breuckmann an der Vertonung der Computerspiele FIFA 11, FIFA 12, FIFA 13, FIFA 14 und FIFA 15 auf PlayStation 3, PlayStation 4, Xbox 360, Xbox One und PC.
Der Beirat „Lebenswerk Moderation“ beim Deutschen Radiopreis zeichnete Breuckmann 2011 mit einem Sonderpreis aus. Er ist berufenes Mitglied der Deutschen Akademie für Fußball-Kultur und seit 2011 Jurymitglied für die Auszeichnung „Fußballspruch des Jahres“ beim Deutschen Fußball-Kulturpreis.
Am 29. November 2019 kommentierte Breuckmann für DAZN das Spiel FC Schalke 04 gegen 1. FC Union Berlin.

### Persönliches
Breuckmann spielte in dem Spielfilm Fußball ist unser Leben (2000) in einer Gastrolle einen Radio-Kommentator, der von der Pressetribüne des Gelsenkirchener Parkstadions von verschiedenen Heimspielen des FC Schalke 04 berichtet.
Breuckmann ist bekennender Anhänger des Ruhrgebietsfußballs, aber nach eigener Aussage kein „Fan“ eines bestimmten Vereins. Von Fans wird ihm häufig unterstellt, Anhänger des jeweils gegnerischen Vereins zu sein. In einem Interview mit dem Fanzine Schalke Unser sagte er im Februar 1999, dass ihn Rudi Assauer, der (damalige) Manager des FC Schalke 04, mit „BVB-Arsch“ tituliere, während Fans von Borussia Dortmund ihm den Besitz blau-weißer Unterwäsche (die Vereinsfarben des FC Schalke 04) unterstellen würden. Weiter führte er aus, dass er als Jugendlicher Fan des FC Schalke 04 gewesen sei. Die Ruhrgebietsvereine lägen ihm – neben einer kleinen Schwäche für Fortuna Düsseldorf – besonders am Herzen. In einem Interview mit der Zeitung Die Welt erzählte er im Dezember 2007, dass er in seiner Jugend viele Schalke-Heimspiele in der Glückauf-Kampfbahn erlebt habe. Damals sei die Grundlage für seine Favorisierung des FC Schalke 04 gelegt worden. Von den Vereinen im Ruhrgebiet sei ihm dieser Verein am liebsten, er „habe eine Schwäche für die Schalker“. Er möge allerdings auch die anderen Vereine im Revier, zudem sei er „nicht fanatisch, also auch kein Fan“.
Am 28. April 2008 wurde Breuckmann vom Verein Pro Ruhrgebiet als Bürger des Ruhrgebiets geehrt.
Breuckmann lebt seit 1975 in Düsseldorf.

## Auszeichnungen
- 2008 Bürger des Ruhrgebiets
- 2011 Deutscher Radiopreis (Sonderpreise des Beirats)

## Schriften
- Rote Karte für Pommes. Revier-Krimi, Hermann-Josef-Emons-Verlag, Köln 1988, ISBN 978-3924491147
- Mein Leben als jugendlicher Draufgänger (Autobiografie). Eichborn Verlag, Frankfurt am Main 2006, ISBN 978-3-8218-5618-6
- 50 legendäre Szenen des deutschen Fußballs. Fußballstars erzählen. Westend Verlag, Frankfurt am Main 2009, ISBN 978-3-9380-6033-9
- Fußballgipfel. Manni Breuckmann, Harald Schmidt, Uli Hoeneß und Claudia Roth reden über eine Nebensache. Westend Verlag, Frankfurt am Main 2012, ISBN 978-3-86489-032-1
- Schnee am Ballermann: Ein Mallorca Krimi. Westend Verlag, Frankfurt am Main 2015, ISBN 978-3864890765